# Agrotis fasciata
Agrotis fasciata är en fjärilsart som beskrevs av Rothschild 1894. Agrotis fasciata ingår i släktet Agrotis och familjen nattflyn. Inga underarter finns listade i Catalogue of Life.